# Trachyzelotes adriaticus
Trachyzelotes adriaticus är en spindelart som först beskrevs av Lodovico di Caporiacco 1951.  Trachyzelotes adriaticus ingår i släktet Trachyzelotes och familjen plattbuksspindlar. Inga underarter finns listade i Catalogue of Life.